# Masegosa
Masegosa es un municipio y localidad española de la provincia de Cuenca, en la comunidad autónoma de Castilla-La Mancha. El término, ubicado en la serranía de Cuenca, cuenta con una población de 62 habitantes (INE 2024).

## Geografía
Ubicado en la Serranía de Cuenca, a 88 km de la capital provincial, cerca del nacimiento del río Cuervo. El pueblo está a 2 km de Lagunaseca y a 7 km de Beteta. Es un lugar apartado de otros núcleos urbanos. Su población es de 78 habitantes (INE 2016). 
Dentro del término municipal existen varias cuevas de origen kárstico de gran interés espeleológico.[cita requerida] Las cuevas más cercanas son la Cueva del Hierro, la Cueva de los Mosquitos y la Cueva de los Griegos.

## Historia

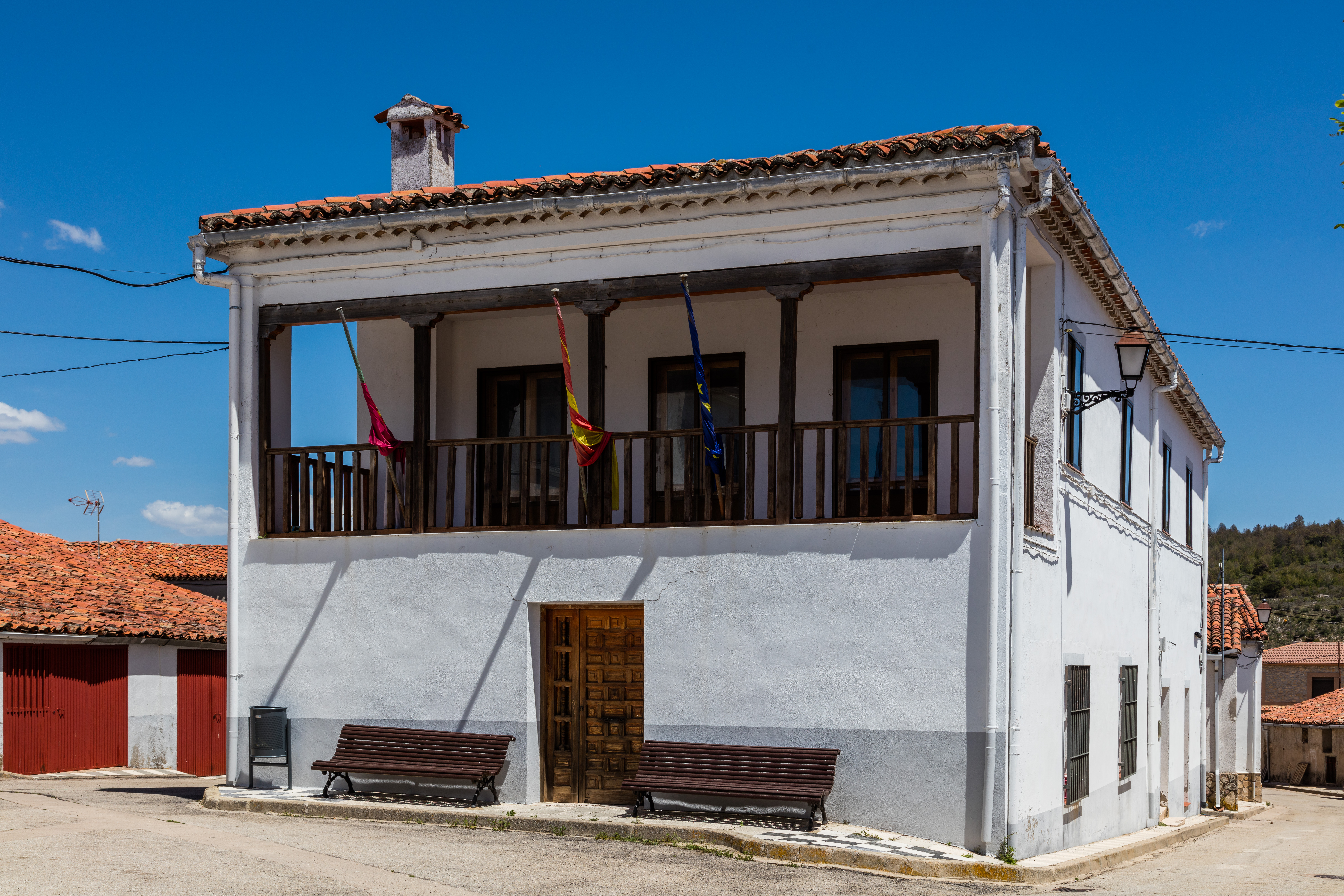
Casa consistorial

A mediados del siglo XIX, el lugar contaba con una población censada de 211 habitantes. La localidad aparece descrita en el undécimo volumen del Diccionario geográfico-estadístico-histórico de España y sus posesiones de Ultramar de Pascual Madoz de la siguiente manera: 

MASEGOSA: l. con ayunt. en la prov. y dióc. de Cuenca (10 leg.), part. jud. de Priego (5), aud. terr. de Albacete (3O), c. g. de Castilla la Nueva (Madrid 24): sit. al estremo N. de la prov. y próximo al nacimiento del r. Guadiela, en terreno muy quebrado y cercado de montes por todas partes, su clima es sano, frio y bien ventilado por su elevada posicion. Consta de 52 casas de pocas comodidades, inclusa la del ayuntamiento que sirve de cárcel, la igl. parr. bajo la advocacion de Sta. Ana, está servida por un cura de entrada y un sacristan, y contigua al pueblo se baila la erm. de Sta. Maria Magdalena; para surtido del vecindario hay muchas fuentes de buena y abundante agua en todo su térm., el cual confina por N. con Cueva del Hierro; E. y S. Lagunaseca, y O. El Tovar. El terreno es muy montuoso y se halla poblado de pinos, estepas, brezos y otros arbustos, la parte labrantía es poco productiva; en su térm. se halla un despoblado denominado Duron al E. del l. á dist. de una leg., en cuyo sitio se ven algunos restos de pobl., y á 1/4 leg. las cuevas llamadas de los Griegos, en las que se ven hermosas petriticaciones producidas por las infillraciones de las aguas, las que forman figuras caprichosas ya en estaláctitas ya en estalácmitas: por el N. de la pobl. pasa el r. ya citado: los caminos son locales y su estado muy malo á causa de la escabrosidad del suelo. La correspondencia se recibe de Cuenca por un comisionado del ayunt. prod.: trigo, centeno, avena, legumbres y algunas frutas; se cria ganado lanar, cabrio y vacuno; caza de liebres, perdices, conejos y algunos ciervos, y pesca de truchas, barbos y peces. ind.: la agrícola, y comercio la esportacion de los sobrantes de aquella, é importacion de algunos art. de consumo diario. pobl.: 53 vec., 211 alm. cap. prod.: 574,900 rs. imp.: 28,745. El secretario está dotado con 500 rs. pagados por reparto vecinal.
(Madoz, 1848, p. 282)

El momento de mayor auge poblacional de Masegosa fue en el siglo XX. En los años 1950 la población ascendía a 120 vecinos y 432 habitantes. 
Los trabajos de Masegosa siempre han estado vinculados al sector primario. Desde jóvenes, los niños eran educados en el arte del pastoreo, mientras que las niñas se quedaban en casa para aprender tareas domésticas. 
En los años 1970, Masegosa experimentó el éxodo rural que se estaba dando en todos los pueblos de España. Los más jóvenes vieron la posibilidad de prosperar si se desplazaban a ciudades grandes donde el sector industrial se encontraba en auge. Esta mentalidad condujo a Masegosa a perder gran parte de su población y al envejecimiento de la misma. 
Ello provocó que en la actualidad se haya pasado de los 120 vecinos de antaño (años 50) a los actuales 78.

## Fauna y paisaje
En sus montes es frecuente avistar diversas especies cinegéticas. Entre las más frecuentes se encuentran: ciervos, jabalíes, gamos y corzos. Además, cerca del pueblo se encuentra una laguna, conocida popularmente como "lagunillas", en la que habitan gran cantidad de ranas. 

## Demografía
Masegosa cuenta con una población de 62 habitantes (INE 2024).
| Gráfica de evolución demográfica de Masegosa entre 1842 y 2021                                                      |
| |
| Población de derecho según los censos de población del INE Población de hecho según los censos de población del INE |